# Le Détroit (roman)
 (février 2025).
Si vous disposez d'ouvrages ou d'articles de référence ou si vous connaissez des sites web de qualité traitant du thème abordé ici, merci de compléter l'article en donnant les références utiles à sa vérifiabilité et en les liant à la section « Notes et références ».
Pour les articles homonymes, voir Le Détroit et Détroit.
Le Détroit (The Narrows) est un roman d'Ann Petry paru en 1953. Le titre fait référence au quartier afro-américain de la ville fictive de Monmouth, dans le Connecticut, où se déroule l'essentiel de l'action.
Bien que moins célèbre que son roman précédent, The Street, The Narrows est son ouvrage le plus long et, selon la critique Hilary Holladay, son plus complexe : « The Narrows représente l'aboutissement de la préoccupation de Petry pour les relations humaines. »
Le roman est écrit à la troisième personne, avec une narration adoptant tour à tour le point de vue de plusieurs personnages, souvent à travers des épisodes en flashback. Parfois, notamment dans les moments de forte intensité, la narration passe à la première personne.

## Cadre
L’épigraphe de The Narrows, tirée de Henry V, suggère que la pièce historique de Shakespeare a inspiré le nom de la ville fictive de Monmouth, dans le Connecticut :
« … Je vous le dis, capitaine, si vous regardez dans les cartes du monde, vous verrez que, dans la comparaison entre la Macédoine et Monmouth, les situations, voyez-vous, sont similaires. Il y a une rivière en Macédoine ; et il y a aussi une rivière à Monmouth : elle s’appelle Wye à Monmouth ; mais j’ai oublié le nom de l’autre rivière ; mais c’est pareil, c’est aussi semblable que mes doigts le sont entre eux, et il y a des saumons dans les deux. »

(Fluellen, Henry V, Acte IV, scène vii)
« The Narrows », en tant que quartier de Monmouth, est également appelé par divers noms : « Eye of the Needle, The Bottom, Little Harlem, Dark Town, Niggertown — parce que les Noirs avaient remplacé les anciens immigrés, les Irlandais, les Italiens et les Polonais. »

La maison d'Abbie, l'un des lieux centraux du roman, se trouve sur Dumble Street, un quartier défavorisé de Monmouth :
« Les gens qui vivaient ici, près des quais (Dumble Street), bredouillaient, marmonnaient, trébuchaient et tombaient, ah oui, inventons un mot : dumbled. »

## Personnages
- Abbie Crunch — Veuve vivant dans une maison sur Dumble Street, dans The Narrows. Elle est soucieuse des convenances et de l'élévation sociale des Noirs.
- Link Williams — Fils adoptif d'Abbie, âgé de vingt-six ans au moment de l'action principale du roman. Diplômé en histoire de Dartmouth, il travaille pourtant au Last Chance (un bar du quartier) depuis l’obtention de son diplôme, au grand désarroi d’Abbie.
- Malcolm Powther — Pensionnaire d'Abbie et majordome du domaine Treadway. C’est un petit homme méticuleux qui connaît les infidélités de sa femme mais ne les confronte pas.
- Theodore "The Major" Crunch — Mari défunt d'Abbie, mort d’un AVC présumé alors que Link avait huit ans. Originaire de Caroline du Sud, il prétend descendre des « swamp niggers » (insulte raciste désignant les Noirs des marais du Sud).
- Frances "F.K." Jackson — Meilleure amie d'Abbie et croque-mort à Monmouth. Elle est principalement une antagoniste pour Link, bien qu’elle veuille ce qu’il y a de mieux pour lui. Comme Abbie, elle n’est pas mariée.
- Mamie Powther — Femme de Malcolm, plantureuse et chanteuse de blues. Abbie la désapprouve.
- J.C. Powther — Plus jeune fils de Malcolm et Mamie, qui passe son temps à importuner Abbie.
- Bill Hod — Propriétaire du Last Chance ainsi que d'autres bars et bordels du quartier. Il est l’amant de Mamie et une figure paternelle pour Link.
- Weak Knees — Ami de Bill Hod et cuisinier du Last Chance. Il joue le rôle d'oncle pour Link, lui prodiguant des conseils de vie et des orientations morales dans les moments difficiles.
- Camilla ("Camilo Williams") Treadway Sheffield — Amante blanche de Link et unique héritière de la fortune Treadway. Elle est mariée au capitaine Bunny Sheffield et travaille comme journaliste de mode.
- Mme Treadway — Propriétaire (depuis la mort de son mari) de Treadway Munitions, la principale industrie de Monmouth.
- Capitaine “Bunny” Sheffield — Mari de Camilla, gendre de Mme Treadway.
- Jubine — Photographe aux opinions socialistes. Ses photos capturent la dignité des pauvres et les moments les plus embarrassants des riches.
- Peter Bullock — Rédacteur en chef du Monmouth Chronicle. Il souffre d’ulcères, en partie à cause du stress lié au maintien de son statut de classe moyenne supérieure.

## Résumé de l’intrigue
L'arc narratif principal du roman (hors flashbacks) se déroule sur une période de quelques mois. Au début de cette période, la famille Powther emménage en tant que pensionnaires chez Abbie Crunch, occupant le deuxième étage de sa maison. Impressionnée par l'attitude et les manières de Malcolm Powther, elle suppose à tort que le reste de sa famille se comporte de la même manière. Cependant, après avoir rencontré Mamie, l'épouse de Malcolm, ainsi que leurs trois enfants, elle regrette rapidement sa décision, surtout à cause du plus jeune, J.C., qui la dérange constamment.
L'action principale commence lorsque Link "sauve" Camilla Treadway Sheffield (qui se présente sous le nom de "Camilo Williams") des avances de Cat Jimmie, un vétéran handicapé. Aucun des deux ne réalise leur différence raciale – Link étant noir et Camilo blanche – avant plus tard dans la soirée. Deux semaines plus tard, Camilo retourne dans le quartier où ils se sont rencontrés et leur relation continue de se renforcer. Link doute que "Williams" soit réellement le nom de famille de Camilo et soupçonne qu’elle cache sa véritable identité.
Finalement, Link et Camilo entament une liaison clandestine, se retrouvant principalement à New York. Link est profondément troublé par le fait que Camilo paie leurs sorties, notamment des spectacles, des dîners extravagants et des hôtels luxueux. De temps à autre, ils passent la nuit chez Abbie dans les Narrows. Lors d'une de ces occasions, Abbie les surprend ensemble au lit et, furieuse, met Camilo à la porte. En colère, Camilo profère des insultes raciales qui poussent Link à réagir violemment : il la gifle, mettant ainsi fin à leur relation. Link découvre alors, grâce à un vieux journal laissé par Bill Hod, que Camilo est en réalité Camilla Treadway Sheffield : non seulement elle est blanche, mais elle est aussi riche et mariée. Link commence à craindre que Camilo ne fasse que répéter un schéma hérité de l’époque de l’esclavage :
"J’enchéris à 200 ; regardez ses dents, 300 ; regardez ses muscles, son dos ; la dame dit 1 000 dollars. Vendu à la dame pour 1 000 dollars. Un étalon de plantation."
Pendant ce temps, Malcolm Powther et les autres employés du domaine Treadway commencent à soupçonner Camilla d’avoir un amant lorsque Al, le chauffeur, la voit rentrer chez elle aux petites heures du matin à plusieurs reprises. Lui-même trompé par sa femme, Powther éprouve une certaine empathie pour le capitaine Sheffield. Toutefois, au fil du temps, il devient de plus en plus paranoïaque à l'idée que Mamie le quitte avec leurs enfants pour Bill Hod, et finit même par suspecter, à tort, qu’elle a une liaison avec Link.
Un mois plus tard, Camilla tente de renouer avec Link, mais lorsqu’il la repousse, elle se persuade qu’il voit une autre femme. Voulant se venger, elle hurle, déchire ses vêtements et l’accuse de tentative de viol lorsque la police arrive. Il y a peu de preuves circonstancielles contre Link, et avant même que le procès ne commence, Camilla sombre dans l’alcoolisme. Un jour, en conduisant en état d’ivresse, elle renverse un enfant avec sa voiture, ruinant ainsi toute crédibilité qu’elle aurait pu avoir au tribunal. Sa mère, Mme Treadway, corrompt Peter Bullock pour empêcher l’histoire d’être publiée dans les journaux. Néanmoins, Jubine fait paraître des photos de Camilla et Link dans un tabloïd new-yorkais, ce qui alimente la controverse et sème le doute sur la véracité des accusations.
Tentant de protéger l’image de Camilla, le capitaine Sheffield et Mme Treadway enlèvent Link et essaient de le forcer à signer des aveux. Au lieu de cela, Link "confesse" qu’il était amoureux de Camilla. Pris de rage, le capitaine Sheffield l’abat froidement.
Après le meurtre de Link, Mme Treadway et le capitaine Sheffield sont arrêtés. Abbie, quant à elle, comprend que Bill Hod ne se reposera pas tant que Camilla n’aura pas payé pour son rôle dans cette tragédie. À la fin du roman, elle décide d’aller voir la police pour leur faire part de ses soupçons, mettant ainsi un terme au cycle de violence. Elle emmène avec elle J.C. Powther, signifiant ainsi son intention de "l’adopter" et de prendre soin de lui, là où elle a échoué avec Link.

## Flashbacks
Bien que le roman soit raconté de manière chronologique, la majeure partie de l’histoire se déroule dans le passé à travers des flashbacks.
À l'âge de six ans, Link est adopté par Le Major et Abbie Crunch, sur l'insistance du Major. Deux ans plus tard, le Major revient du Last Chance Saloon en sentant le whisky et en s’appuyant sur Bill Hod. Bill informe Abbie que le Major est malade, mais elle refuse d’agir, croyant qu’il est simplement ivre et soucieuse de leur réputation. Bill part, furieux de son inaction. Lors d’un dîner, F.K. Jackson voit l’état du Major et comprend qu’il a eu une attaque. Il meurt quelques jours plus tard, laissant Abbie seule avec Link.
Dévastée par le chagrin, Abbie se replie sur elle-même et néglige complètement Link. Affamé et perdu, celui-ci cherche de la nourriture auprès de Weak Knees et Bill Hod. Ces derniers deviennent ses mentors, et Link vit à l’arrière du Last Chance pendant trois mois, jusqu’à ce qu’Abbie exige son retour à la maison. En grandissant, il se retrouve souvent au centre des conflits idéologiques entre Bill Hod et Abbie : Bill lui inculque une fierté raciale, tandis qu’Abbie est marquée par une honte intériorisée.
L'été de ses 16 ans, Link est désireux d’une expérience sexuelle, mais il est trop accaparé par le travail que lui donne Bill pour courtiser des filles de son âge. Sous la pression d’Abbie et de F.K. Jackson, il se rend en secret au bordel de "China’s Place", sans savoir que Bill Hod en est le propriétaire. China prévient Bill, qui lui interdit d’y revenir. Plus tard, il y retourne mais se fait de nouveau surprendre par Bill, qui le bat violemment. Ivre de colère, Link vole une arme à Bill et tente de l’assassiner, mais il est trop tremblant pour passer à l’acte. Bill le chasse, et Link passe l’été à transporter de la glace, cherchant à rassembler assez de courage pour tenter à nouveau de tuer Bill. Après une rencontre fortuite avec Weak Knees, il se réconcilie avec Bill et retourne au bar. Toutefois, depuis cet épisode, une "guerre silencieuse" persiste entre eux.
Link s’inscrit à Dartmouth, encouragé par un ancien professeur, et choisit d’étudier l’histoire. Abbie est sceptique et lui lance : "Qui a jamais entendu parler d’un historien noir ?" Malgré son pessimisme, Link finit diplômé et membre de Phi Beta Kappa. En cadeau, Bill Hod lui offre une voiture. Deux mois après l’obtention de son diplôme, Link s’engage dans la Marine pour quatre ans avant de retourner à Dumble Street. En secret, il travaille sur un livre sur l’histoire de l’esclavage aux États-Unis, tout en étant employé de jour au Last Chance pour subvenir à ses besoins. C’est à ce moment que débute la partie non-flashback du roman.

## Réception critique
The Narrows est généralement considéré comme un roman de grande valeur littéraire. Bien que financièrement réussi, il n’a pas reçu le même niveau d’attention critique que The Street. Cependant, il est jugé plus abouti narrativement et mieux structuré thématiquement que Country Place.
Certains critiques le comparent à Invisible Man de Ralph Ellison, mettant en avant des thèmes similaires sur la nature humaine et la condition raciale aux États-Unis.